# Diloro
Diloro – wieś w Botswanie w dystrykcie Central. Według spisu ludności z 2011 roku wieś liczyła 509 mieszkańców.